# Керолайн Пауелл
Керолайн Пауелл  (англ. Caroline Powell, 14 березня 1973) — новозеландська вершниця, олімпійська медалістка.

## Виступи на Олімпіадах
| Олімпіада   | Дисципліна           | Місце   |
| ----------- | -------------------- | ------- |
| Пекін 2008  | триборство, особисті | 14      |
| Пекін 2008  | триборство, командні | 5       |
| Лондон 2012 | триборство, особисті | 23 r3/4 |
| Лондон 2012 | триборство, командні | 3       |

## Зовнішні посилання
- Досьє на sport.references.com [Архівовано 18 грудня 2012 у Wayback Machine.]